# Stephen Amell
Stephen Adam Amell (Toronto, 8 maggio 1981) è un attore e produttore cinematografico canadese.
È noto per aver interpretato Oliver Queen/Green Arrow nella serie televisiva Arrow trasmessa dal 2012 al 2020 su The CW.

## Biografia
Figlio di Sandra Anne (Bolté) e Thomas J. Amell, ha frequentato il St. Andrew’s College, scuola privata esclusivamente per ragazzi. Quando aveva 5 anni, alla madre fu diagnosticato un tumore al seno, dal quale ella guarì senza alcuna complicazione. A causa di questa vicenda è diventato un attivo sostenitore nella campagna di beneficenza Fuck Cancer che sostiene la lotta contro il cancro. Nel 2014 ha infatti donato 947 000 dollari alla ricerca contro il cancro: la somma è stata raccolta in sole 48 ore attraverso la vendita di magliette. Stephen è cugino dell'attore Robbie Amell.

## Carriera

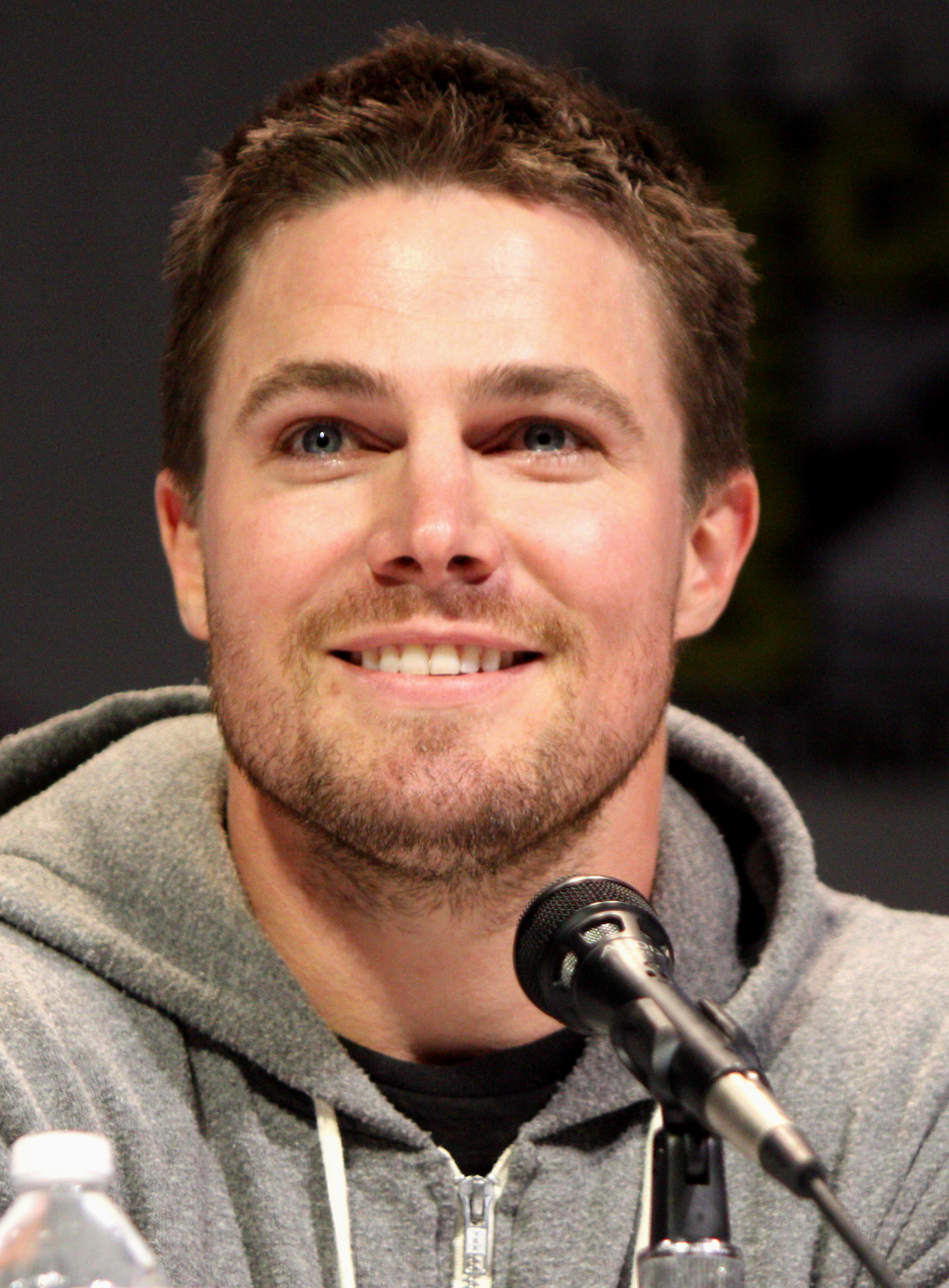
Stephen Amell al Wonder Con nel 2013

È conosciuto al grande pubblico per il suo ruolo nella serie televisiva Rent-a-Goalie e per aver recitato a fianco di Shirley MacLaine e Mischa Barton nel film Closing the Ring. Ha anche interpretato il ruolo di Adam nella prima stagione della serie televisiva Dante's Cove, ma è stato sostituito nella seconda stagione da Jon Fleming. Con il nome di Steve Amell ha fatto una apparizione in tre episodi della celebre serie Queer as Folk nel ruolo di istruttore di spinning alla Liberty Ride. Il 3 dicembre 2010 si è unito al cast della seconda stagione di The Vampire Diaries, ottenendo così il primo ruolo rilevante della carriera. Il successo arriva nel 2012, quando interpreta la parte di Oliver Queen (Freccia Verde) nella fortunata serie televisiva Arrow dell'emittente The CW. Nel 2013 è di nuovo protagonista nella seconda stagione di Arrow, ruolo che ricoprirà fino all'ottava stagione, terminata nel gennaio del 2020. Nel 2013 Buddy TV lo inserisce al 7º posto nella classifica dei 100 uomini più sexy della TV.Nell'aprile 2015 si aggiunge al cast di Tartarughe Ninja - Fuori dall'ombra dove ricoprirà il ruolo di Casey Jones; nella pellicola sono presenti anche Megan Fox, William Fichtner e Alessandra Ambrosio.

### Wrestling

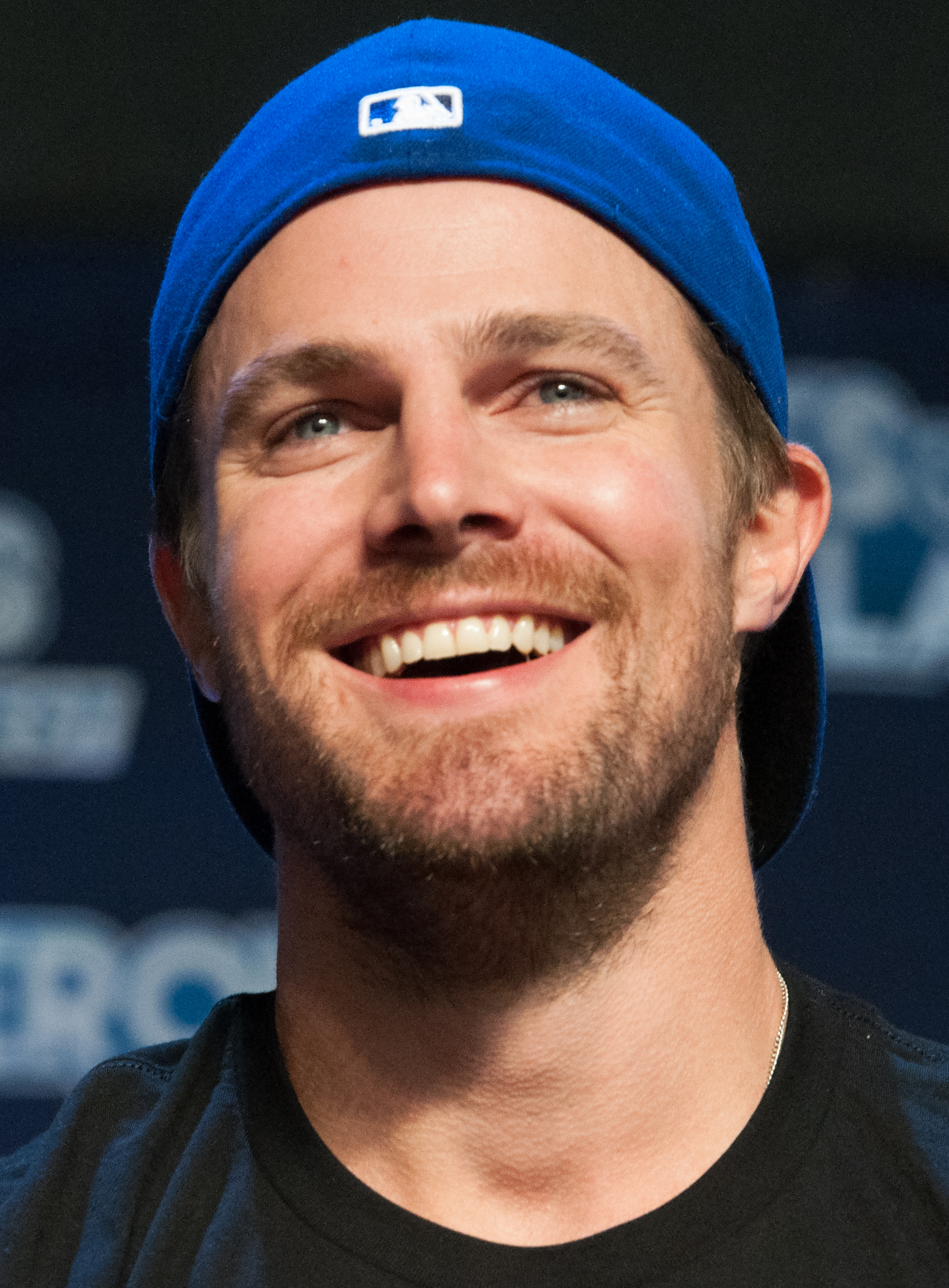
Stephen Amell nel 2016

Amell è da sempre un grande fan della WWE. Nel maggio 2015 era presente a bordo ring ed ebbe un intenso scambio di sguardi con Stardust, continuato poi con una battaglia sui social network e con la "rissa finale" avvenuta nella puntata di Raw del 10 agosto, che è stata sedata solo da un intervento della sicurezza. Successivamente l'attore ha chiesto a Triple H la possibilità di lottare in un match durante SummerSlam, richiesta che è stata immediatamente ufficializzata. Il 23 agosto 2015 alla Barclays Center Arena di Brooklyn durante SummerSlam, l'attore ha combattuto e vinto il match al fianco di Neville, contro Stardust e King Barrett.

## Curiosità
Stephen Amell è un grande appassionato di fumetti della DC Comics, ma nonostante nella serie Arrow interpreti Green Arrow, il suo eroe preferito è Flash. Stephen è cintura nera 4º Dan di Taekwondo e cintura nera di Hapkido, ama il calcio, il basket e il wrestling.

## Vita privata
Il 25 dicembre 2012, durante una vacanza ai Caraibi, ha sposato l'attrice e modella Cassandra Jean. La coppia si sposa una seconda volta a New Orleans il 26 maggio 2013. Il 15 ottobre 2013 è nata la loro prima figlia, Mavi Alexandra Jean Amell. Il 13 maggio 2022 nasce il loro secondogenito, Bowen Auguste Amell.

## Filmografia

### Cinema
- The Tracey Fragments, regia di Bruce McDonald (2007)
- Closing the Ring, regia di Richard Attenborough (2007)
- Screamers 2 - L'evoluzione (Screamers: The Hunting), regia di Sheldon Wilson (2009)
- Tartarughe Ninja - Fuori dall'ombra (Teenage Mutant Ninja Turtles: Out of the Shadows), regia di Dave Green (2016)
- Code 8, regia di Jeff Chan (2019)
- Code 8:part II, regia di Jeff Chan (2024)

### Televisione
- Queer as Folk – serie TV, episodi 4x12-4x13-4x14 (2004)
- Degrassi: The Next Generation – serie TV, episodio 4x02 (2004)
- Missing (1-800-Missing) – serie TV, episodio 2x17 (2005)
- Tilt – serie TV, episodio 1x05 (2005)
- Beautiful People – serie TV, 5 episodi (2005)
- Dante's Cove – serie TV, episodi 1x01-1x02 (2005)
- Il mistero della porta accanto (The House Next Door) – film TV, regia di Jeff Woolnough (2006)
- Rent-a-Goalie – serie TV, 18 episodi (2006-2008)
- ReGenesis – serie TV, episodi 3x08-3x09 (2007)
- 'Da Kink in My Hair – serie TV, 4 episodi (2007-2009)
- Heartland – serie TV, 6 episodi (2007-2012)
- Flashpoint – serie TV, episodio 2x13 (2009)
- Vincere insieme (The Cutting Edge: Fire & Ice), regia di Stephen Herek - film TV (2010)
- Blue Mountain State – serie TV, episodi 1x04-1x13 (2010)
- CSI: Miami – serie TV, episodio 9x05 (2010)
- NCIS: Los Angeles – serie TV, episodio 2x08 (2010)
- The Vampire Diaries – serie TV, episodi 2x13-2x14 (2010)
- Giustizia per Natalee (Justice for Natalee Holloway), regia di Stephen Kay - film TV (2011)
- CSI - Scena del crimine (CSI: Crime Scene Investigation) – serie TV, episodio 12x01 (2011)
- 90210 – serie TV, episodi 4x04-4x05 (2011)
- Hung - Ragazzo squillo (Hung) – serie TV, 10 episodi (2011)
- New Girl – serie TV, episodi 1x09-1x13 (2011-2012)
- Private Practice - serie TV, 7 episodi (2012)
- Arrow - serie TV, 169 episodi (2012-2020)
- The Flash - serie TV, 8 episodi (2014-2019)
- Legends of Tomorrow - serie TV,  6 episodi (2016-2020)
- Supergirl - serie TV, 3 episodi (2017-2019)
- Batwoman - serie TV, episodio 1x09 (2019)
- Heels - serie TV, 16 episodi (2021-2023)
- Suits LA – serie TV, 12 episodi (2025)

### Cortometraggi
- Stay with Me, regia di Chad McCord (2011)
- Superhero Fight Club, regia di James Currier (2015)
- Code 8, regia di Jeff Chan (2016)

### Doppiatore
- Injustice: Gods Among Us - videogioco (2013)
- LEGO Batman 3: Gotham e oltre (Lego Batman 3: Beyond Gotham) - videogioco (2014)
- LEGO Dimensions - videogioco (2015)
- Vixen – webserie, 6 episodi (2015-2016)

## Premi e candidature
Teen Choice Awards
- 2013 - Candidatura al miglior attore in una serie TV sci-fi/fantasy per Arrow
- 2015 - Candidatura al miglior attore in una serie TV sci-fi/fantasy per Arrow
- 2015 - Candidatura al Miglior bacio (con Emily Bett Rickards) per Arrow
- 2016 - Candidatura al Miglior bacio (con Emily Bett Rickards) per Arrow[9]
- 2016 - Candidatura al Miglior attore in film estivo per Tartarughe Ninja - Fuori dall'ombra[9]
- 2017 - Candidatura al Miglior attore in una serie TV d'azione per Arrow
- 2018 - Candidatura al Miglior attore in una serie TV d'azione per Arrow

People's Choice Awards
- 2014 - Candidatura al miglior attore in una serie TV sci-fi/fantasy per Arrow

Young Hollywood Awards
- 2014 - Candidatura al miglior supereroe per Arrow

## Doppiatori italiani
Nelle versioni in italiano delle opere in cui ha recitato, Stephen Amell è stato doppiato da:
- Riccardo Rossi in Arrow, The Flash, Vixen, Legends of Tomorrow, Supergirl
- Diego Baldoin in Code 8, Heels,  Code 8: Parte II
- Edoardo Stoppacciaro in Hung - Ragazzo squillo
- Marco Vivio in Closing the Ring
- Paolo Vivio in CSI: Miami
- David Chevalier in The Vampire Diaries
- Emiliano Coltorti in Vincere insieme
- Guido Di Naccio in 90210
- Roberto Certomà in NCIS: Los Angeles
- Marco De Risi in New Girl
- Alessandro Quarta in Heartland
- Francesco Sechi in Blue Mountain State
- Francesco Venditti in Private Practice
- Luigi Morville in Tartarughe Ninja - Fuori dall'ombra